# Sandra Cauffman
Sandra Cauffman (San José, 10 de mayo de 1962) es una especialista en Ingeniería Eléctrica y Física costarricense destacada por su trabajo en la NASA en distintos cargos. Su perfil ha sido destacado por ONU Mujeres, por ser un ejemplo positivo para mujeres, especialmente, jóvenes y niñas.

## Biografía
Cauffman nació en San José, el 10 de mayo de 1962 originalmente con el nombre de Sandra Molina Rojas. Creció en un hogar uniparental de muy escasos recursos en Hatillo, hija adoptiva de María Jerónima “Mary Alba” Rojas Montero. Por la situación económica de su familia, se vio obligada a trabajar desde una edad temprana para ayudar a su familia. 
Su madre se encargó de educarla y ofrecerle oportunidades para estudiar. Al graduarse con buenas notas decidió ingresar a la Universidad de Costa Rica. En el momento en que desea ingresar a esta casa de enseñanza, por el machismo imperante de la época, el consejero de ingreso a carrera le indicó que no podía estudiar Ingeniería Eléctrica por ser mujer y le dijo que "la ingeniería de mujeres es la Ingeniería Industrial", según relata la especialista al periódico La Nación. Por ello, Cauffman ingresó a Ingeniería Industrial y cursó 7 semestres, pero su interés seguía sin ser esta ingeniería. 
La madre de Sandra se había casado con el estadounidense Charles Alba en 1976 cuando Sandra tenía 14 años, y él se había convertido en su padre adoptivo. Luego de este suceso, ella adquirió legalmente el nombre de
Sandra Alba Rojas.
Cuando tenía 21 años, la familia de Cauffman se muda a Estados Unidos por razones económicas, personales y oportunidades educativas. En dicho país, ingresa finalmente a la carrera que ella deseaba realmente estudiar. Durante toda su formación, Cauffman estudia y trabaja para pagarse sus estudios.
Sandra está casada con el estadounidense Stephen Cauffman (de quien obtuvo su apellido) y ambos son padres de Stephen (n. 1992) y Ryan Cauffman Alba (n. 1995).Fue una de las más destacadas de la UCR. En marzo del 2023, de esta misma universidad recibiría el doctorado honoris causa.

## Educación
Sandra Cauffman cuenta con un amplio curriculum académico, tanto nacional como internacional:
- Entre 1980 y 1983 aprobó 7 semestres de Ingeniería Industrial en la Universidad de Costa Rica.[7]
- En 1987 se gradúa de bachillerato en Física y en Ingeniería Eléctrica en George Mason University.[7]
- En 1995 obtuvo su título de Maestría en Ingeniería Eléctrica en George Mason University.[7]
- En el marco del día internacional de la mujer, el miércoles 8 de marzo del 2023 fue condecorada con el doctorado honoris causa, máxima distinción de la Universidad de Costa Rica. Siendo la cuarta mujer en recibirlo en la historia de esta Universidad.[8][9]

## Trabajo en la NASA
Sandra Cauffman ha trabajado en distintas misiones de la NASA. Anteriormente se desempeñaba como subdirectora de proyecto de la Misión de Evolución Atmosférica y Volátil de Marte, trabajo por el cual empezó a ser ampliamente reconocida en Costa Rica. Luego, trabajó como subdirectora del Programa de Sistema de Satélites Geoestacionarios GOES-R. En la actualidad, trabaja como subdirectora de la División de Ciencias Terrestres de la Administración Nacional de la Aeronáutica y del Espacio (NASA). Este trabajo consiste en gestionar misiones para el desarrollo de la tecnología, la ciencia aplicada, la investigación, la ejecución de misiones y operaciones.

## Proyección Social
Cauffman tiene interés en una proyección social que permita a más jóvenes costarricenses, especialmente mujeres, acercarse a las ciencias. Invitó a la Fundación Monge para que seis jóvenes costarricenses pudieran asistir a la NASA para el lanzamiento de un satélite.